# Jaime Collyer

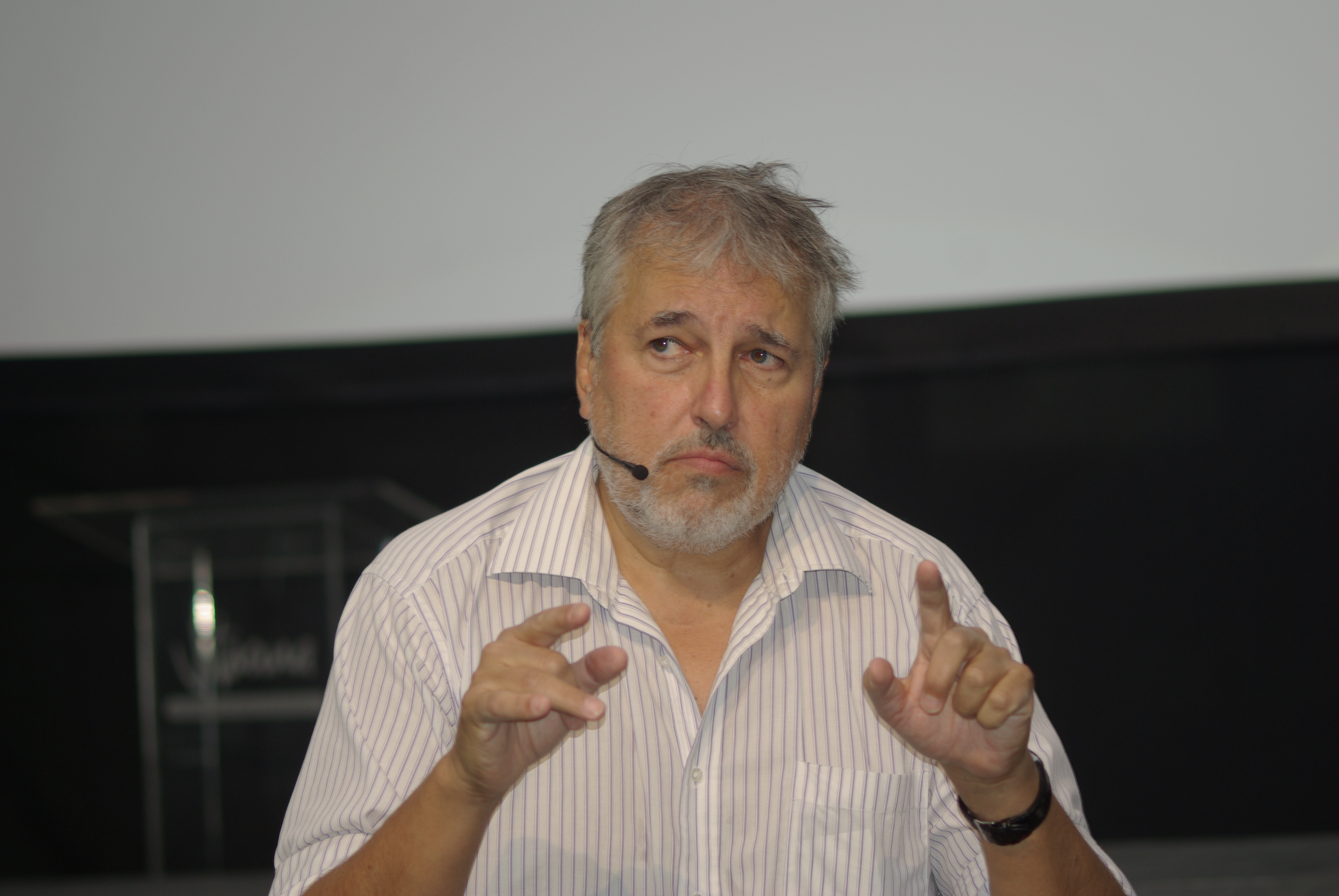
Jaime Collyer

Jaime Collyer (* 1955 in Santiago de Chile) ist ein chilenischer Schriftsteller, Essayist, Übersetzer und Universitätsprofessor.

## Leben
Studium der Architektur und Psychologie an der Universidad de Chile. 1981 Auswanderung nach Spanien, dort Postgraduiertenstudium in Entwicklungssoziologie, Internationalen Beziehungen und Politischen Wissenschaften. Rückkehr nach Chile nach Ende der Pinochet-Diktatur. Kurzzeitig Cheflektor des Verlages „Planeta Chilena“. Mittlerweile unterrichtet Collyer Literaturwissenschaften und kreatives Schreiben an der privaten Universität „Diego Portales“.

## Leistungen
Jaime Collyer gilt als eine der führenden Persönlichkeiten der „nueva narrativa chilena“, einer unklar definierten literarischen Strömung der chilenischen Literatur der 1990er Jahre. 1992 diente sein polemischer Artikel „Casus belli“ in der Zeitschrift APSI als eines der wenigen Manifeste der nicht institutionell organisierten jungen Schriftstellergeneration.
Collyers Bedeutung als Schriftsteller beruht vor allem auf seinen Kurzgeschichten, die thematisch wie narratologisch in der Tradition der großen lateinamerikanischen Erzähler – v. a. Jorge Luis Borges – stehen. Auffällig ist dabei das Bemühen, den begrenzten Horizont Chiles zu verlassen und eine „regionalistische“ Schreibweise zu vermeiden.
Die Romane Collyers sind deutlich umstrittener. 1995 verursachte „Cien pájaros volando“ einen kleinen Skandal, da hier allzu deutlich mit dem Thema Sodomie gespielt wurde.

## Werke

### Romane
- El infiltrado (1989)
- Cien pájaros volando (1995)
- El habitante del cielo (2002)
- La fidelidad presunta de las partes (2009)
- Fulgor (2011)

### Erzählungen
- Gente al acecho (1998)
- La bestia en casa (1998)
- La voz del amo (2005)

### Kinderbücher
- Hacia el nuevo mundo (1986)